# ТЕС Ньюмен
ТЕС Ньюмен — теплова електростанція на північному заході Австралії.
У 1996 році на майданчику станції ввели в дію чотири встановлені на роботу у відкритому циклі газові турбіни загальною номінальною потужністю 178 МВт — три від General Electric типу Frame 6B потужністю по 42 МВт та одну від Rolls Royce типу Trent 60 з показником 52 МВт. Втім, в умовах спекотного клімату Західної Австралії фактична потужність газотурбінної черги при температурі 32 градуси становить лише 134 МВт.
У 2022-му ТЕС доповнили 14 генераторними установками на основі двигунів внутрішнього згоряння Jenbacher J624 потужністю по 4,4 МВт.
Як паливо використовують природний газ, що надходить через відгалуження завдовжки 47 км від трубопроводу Ярралула – Есперанс.
Для видалення продуктів згоряння кожна турбіна General Electric має димар заввишки 7 метрів, тоді як турбіна Trent отримала димар висотою 25 метрів. Кожна генераторна установка Jenbacher має димар заввишки 14 метрів.
Видача продукції відбувається під напругою 66 кВ та 220 кВ (ЛЕП 220 завдовжки 121 км прокладена до залізного рудника Рой-Гілл).
Також можливо відзначити, що у 2018-му ТЕС Ньюмен отримала літієву батарею, здатну видавати потужність 35 МВт.